# Hermann Lübbing
Hermann Lübbing (* 6. Februar 1901 in Oldenburg; † 10. April 1978) war ein deutscher Archivar und Autor. Von 1933 bis 1958 war er Direktor des Staatsarchivs Oldenburg (heutige Bezeichnung: Niedersächsisches Landesarchiv (Standort Oldenburg)).

## Leben
Lübbing wurde als Sohn des Lehrers Bernhard Lübbing (1843–1961) und dessen Ehefrau, der aus Eversten stammenden Sophie Adolphine geb. Rodiek, geboren. Er besuchte das Gymnasium in Oldenburg und studierte ab 1920 zunächst Staatswissenschaften, wechselte dann aber zu Geschichte, Germanistik und lateinischer Philologie an den Universitäten Kiel, Jena, Marburg und Leipzig. Dort promovierte er 1925 mit einer Arbeit über den mittelalterlichen Handelsverkehr im östlichen Friesland. Im Dezember 1926 bestand er in Leipzig die Lehramtsprüfung und ging Anfang 1927 als Studienreferendar an die Städtische Oberrealschule in Oldenburg. Hier legte er 1928 das 2. Staatsexamen ab.
Neben seiner Unterrichtstätigkeit beschäftigte sich Lübbing mit der oldenburgischen und ostfriesischen Regionalgeschichte. Mit mehreren Zeitungsartikeln griff er dabei aktiv in die in diesen Jahren zum wiederholten Mal aufflammende Diskussion über die Neugliederung des nordwestdeutschen Raumes ein. Er trat entschieden für den Erhalt Oldenburgs und gegen Ausdehnungsbestrebungen des Landes Hannover sowie gegen Angliederungspläne an die Provinz Westfalen ein. Dazu stellte ihn die oldenburgische Regierung ab 1931 sogar teilweise vom Schuldienst frei und ernannte ihn zum Mitglied einer kleinen Kommission, die Material zur Verteidigung der Selbständigkeit des Landes Oldenburg sammeln sollte. Im folgenden Jahr gehörte auch der von der nationalsozialistischen Regierung Röver eingesetzten Kommission für den Raum Weser-Ems an. Ab November 1931 wurde Lübbing dann im Landesarchiv Oldenburgs angestellt, um im Archivwesen ausgebildet zu werden. Dazu wurde er vom Unterricht vollständig freigestellt. Nach der Pensionierung des Geheimen Archivrats Hermann Goens war Lübbing im Oktober 1932 zunächst geschäftsführender Leiter des Landesarchivs, dann im April 1933 dessen Vorsteher und ein Jahr später Archivdirektor. Am 9. Dezember 1933 wurde er auch noch Vorsitzender des Oldenburger Landesvereins für Altertumskunde und Landesgeschichte (bis 1951) so wie Schriftleiter des Oldenburger Jahrbuchs (bis 1963). Daneben war er seit 1931 Mitglied und seit 1938 auch stellvertretender Vorsitzender der Historischen Kommission für Niedersachsen und Bremen. Von 1939 bis 1940 und von 1943 bis 1945 leistete er Kriegsdienst und übernahm danach wieder die Leitung des Archivs, das ab 1946 in Niedersächsisches Staatsarchiv Oldenburg umbenannt worden war. Am 1. Februar 1958 legte er sein Amt vorzeitig nieder.
Lübbing veröffentlichte zahlreiche Aufsätze und Untersuchungen zur oldenburgischen Regionalgeschichte, die in der Tradition der Landesgeschichtsschreibung des 19. Jahrhunderts standen und thematisch hauptsächlich die Zeit des Mittelalters und der frühen Neuzeit behandelten. In seiner populär gehaltenen oldenburgischen Landesgeschichte versuchte er dazu, diese mit seiner These einer sächsisch-friesischen Grenzmark zu verbinden, was er mit der Zusammenarbeit der friesischen, westfälischen und niedersächsischen Bevölkerung begründete.

## Familie
Lübbing heiratete 1937 die Bremer Kaufmannstochter Gertrud geb. Meier (1908–1971), die Ehe blieb kinderlos.

## Schriften
- Friesische Sagen. Von Texel bis Sylt. Gesammelt und herausgegeben von Hermann Lübbing. Diederichs Verlag, Jena 1928 (Nachdruck, ergänzt um ein Nachwort von Reimer Kay Holander, verlegt im Verlag Schuster, Leer 1977, ISBN 978-3-7963-0107-0).
- Die Bestände des Staatsarchivs Oldenburg, Oldenburg. 1943.
- Graf Anton Günther von Oldenburg, Oldenburg. 1967.
- Oldenburg. Historische Konturen, Oldenburg. 1971. ISBN 3-87358-045-4.
- Die Rasteder Chronik 1059–1477, Oldenburg. 1976. ISBN 3-87358-087-X.
- Stedinger, Friesen, Dithmarscher: Freiheitskämpfe niederdeutscher Bauern. 2. Aufl. Bremen (Hauschild). 1977. ISBN 3-920699-18-1. (Erstausgabe 1927)
- Oldenburg – Eine feine Stadt am Wasser Hunte, (als Hrsg.). Oldenburg. 1990. ISBN 3-87358-050-0.
- mit Dieter Isensee [Hrsg.]: Die schönsten Sagen aus dem Oldenburger Land. Oldenburg. 2010. ISBN 978-3-89995-745-7.